# Formica transmontanis
Formica transmontanis es una especie de hormiga del género Formica, familia Formicidae. Fue descrita científicamente por Francoeur en 1973.
Se distribuye por Canadá y los Estados Unidos. Se ha encontrado a elevaciones de hasta 1330 metros. Vive en microhábitats como rocas, piedras, vegetación baja, nidos, hojarasca y forraje.